# Ramón Matías Mella
Ramon Matías Mella Castillo (Santo Domingo de Guzmán, 25 de febrero de 1816-Santiago de los Caballeros, 4 de junio de 1864) fue un militar y político dominicano. Es uno de los Padres de la Patria de la República Dominicana junto a Juan Pablo Duarte y Francisco del Rosario Sánchez.
Sus nombres son frecuentemente intercambiados y suele ser llamado Matías Ramón Mella aunque no existe ninguna información que lo sustente, por el contrario, todos sus documentos oficiales certifican que su nombre fue Ramón Matías Mella, siendo "Ramón" su primer nombre y "Matías" el segundo, por lo que se desconoce el origen de este cambio.
Como miembro del movimiento independentista, Mella encarnó la expresión militante y decidida, siendo conocido por haber disparado su trabuco la noche del 27 de febrero de 1844 en la Puerta de la Misericordia, que dio comienzo de esta forma a la revuelta por la independencia. De los fundadores de la República, Mella fue el más apto para las actividades militares. Su habilidad como estratega contribuyó significativamente a lograr la independencia dominicana, hecho que puso fin a la ocupación haitiana. Más tarde, se incorporó al movimiento restaurador contra la anexión a España, realizada por el terrateniente Pedro Santana en 1861.

## Biografía
Ramón Matías Mella Castillo era hijo de Antonio Mella Álvarez  y Francisca Javier Castillo Álvarez (1790–1864), ambos de ascendencia española. Nació el 25 de febrero de 1816 en Santo Domingo durante el período de España Boba. Tenía otros dos hermanos llamados Idelfonso (1818-1910) y Manuela Mella Castillo (1827-1894). Varios personajes ilustres de la historia colonial de las Américas. Se pueden encontrar en el árbol genealógico de este general. Entre sus ancestros, figuran el conquistador Rodrigo de Bastidas (fundador de la ciudad de Santa Marta, en Colombia), Gonzalo Fernández de Oviedo (reconocido por ser el primer cronista de América) e Ignacio Pérez Caro (gobernador de Santo Domingo durante 1656-1706).
Desde muy joven, se dice que tuvo un talento brillante en el manejo de la espada. Desde su adolescencia, fue conocido por ser valiente e intrépido. Se sabe que pasó los primeros años de su vida involucrándose en trabajos productivos para su sociedad.
En 1835, durante la ocupación haitiana, fue nombrado "Preposé", o encargado de la comunidad de San Cristóbal. Ahí se dedicó a cortar madera para varios negocios, hábito que compartió con el futuro general legendario, Antonio Duvergé, quien tomó nota de la destreza de Mella en el uso de su espada. Esto, junto con su oposición compartida al gobierno haitiano, estableció una amistad entre los dos, que luego trascendería y resultaría crucial en los años siguientes.
Sus años relacionados con el corte de madera y el trabajo comercial le permitieron relacionarse con múltiples sectores de la sociedad, el cual le facilitó comprender las dinámicas sociales y los entresijos. Pero, por supuesto, esto no se limitaba solo a los explotadores, sino también al sector explotador.

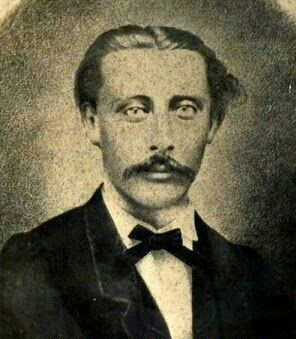
Hijo mayor del General Mella, Ramón María Mella

En 1836, Mella, con 20 años, se casa con Josefa Brea, hija de una familia acomodada. Juntos procrearon cuatro hijos: Ramón María, Dominga América María, Antonio Nicanor e Ildefonso. Antonio Nicanor pasaría a ser posteriormente el padre Julio Antonio Mella, famoso activista cubano que luego fue asesinado en la Ciudad de México. Un testamento reveló que el matrimonio carecía de contribuciones de ambos lados de la unión. Se alega que algunos de los bienes que Mella adquirió durante el matrimonio pueden deberse a la herencia que recibió tras el fallecimiento de su padre.

### Confusión sobre su nombre
En su acta de bautismo, partida de matrimonio, así como también en su testamento y documentos oficiales como su designación como Ministro de Guerra y posteriormente Vicepresidente de la República Dominicana durante el gobierno restaurador se hace constar que su nombre era Ramón Mella Castillo y no se encuentra sustento histórico alguno, salvo unos pocos documentos que firmó como M.R. Mella y M. Ramón Mella de que su nombre fuera Matías Ramón Mella.
En diversas cartas que compartió con sus allegados y colaboradores de la causa independentista, nunca se refirieron a él como Matías y de hecho, tampoco mencionaban su segundo nombre por lo cual no se sabe cómo ni por qué, en algunos textos de historia, se han intercambiado sus primeros nombres, lo que ha conllevado a una confusión histórica.

## Líder revolucionario
Primeras actividades con Duarte
En algún momento de 1838, Mella conocería al líder revolucionario Juan Pablo Duarte, quien en ese momento buscaba reclutar nuevos miembros para el movimiento nacionalista La Trinitaria, una organización secreta cuyo principal propósito era establecer una nación independiente para liberar a los dominicanos del yugo haitiano bajo la dictadura de Jean-Pierre Boyer. Mella aceptó felizmente este reclutamiento. También le presentarían a otros nuevos miembros como José María Serra de Castro, Feliz María Ruiz y Francisco del Rosario Sánchez. Mella y Sánchez marcarían posteriormente un momento revolucionario en la historia dominicana.
Duarte vio en Mella, un hombre de gran disciplina y liderazgo, características a las que Duarte consideró perfectas para sustituir como candidato a Juan Nepomuceno Ravelo, tras el fracaso de su llegada, por la comisión de Duarte. Mella, por deseo de Duarte, fue enviado a la ciudad haitiana de Los Cayos, con la misión de buscar aliados para formar un movimiento de reforma, con el propósito de derrocar al régimen de Boyer. Allí, Mella se hospedó en la casa de Jérôme-Maximilien Borgella, un general y político haitiano, quien también fue excomandante de Santo Domingo. Mientras tanto, la aceptación de Boyer había comenzado a decaer por la excesiva subida de impuestos, cuyos beneficios no revertían a la población sino a Francia, a la que Boyer había prometido una compensación a cambio de reconocer la independencia. Surgieron así grupos opuestos al régimen de Boyer en el mismo Haití. En ese momento de 1843, la isla se había sentido cada vez más frustrada con la dictadura represiva de Boyer, combinada con su respuesta negligente tras de un terremoto repentino que había golpeado a Haití un año antes, y estaban conspirando para derrocar al gobierno, una situación que Duarte creía que podría ser utilizado como una ventaja.
Posteriormente, Mella entró en contacto con el líder opositor haitiano Charles Hérard, quien a su vez lideró el movimiento reformista. Desconocía por completo el motivo revolucionario de los dominicanos. Juntos lograron derrocar a Boyer en 1843, poniendo así fin finalmente al reinado de tiranía de Boyer de una vez por todas.
Mella partió de Los Cayos, y se trasladó al Cibao Central para seguir impulsando su Ideal republicano. Sin embargo, Hérard, quien ahora era el presidente de Haití, se enteró de los verdaderos motivos de Mella y sus compañeros y viajó a la parte oriental de la isla para arrestar a los conspiradores. Encerró a Mella en Puerto Príncipe, donde permaneció dos meses. Sin embargo, en esta misma ciudad estalló una rebelión contra Hérard, quien solo pudo dominar con la ayuda de Mella y los veteranos encarcelados a quienes liberó. Pero con sus planes revolucionarios ahora dados a conocer a los haitianos, algunos de sus seguidores sintieron que su tapadera estaba descubierta, a lo que Mella responde de inmediato gritando:
"No hay tiempo para volver atrás, tendremos que ser libres o morir… ¡Viva República Dominicana!"
Aprovechando el momento, Mella y sus seguidores marcharon hacia Santo Domingo, capturaron la parte este de la isla, lideraron el asalto del Fuerte San Gil por parte de las fuerzas dominicanas y declararon formalmente su independencia de Haití más la proclamación de la República Dominicana en febrero de 1844.

## Primera República (1844-1861)
Se dice que la noche del 27 de febrero de 1844, mientras se reunía con otros conspiradores en la Puerta de La Misericordia, Ramón Matías Mella disparó un tiro para acabar con la vacilación que amenazaba con fracasar. Disparó su trabuco y los patriotas marcharon hacia el baluarte de San Genaro (hoy Puerta Conde), donde otro patricio, Francisco del Rosario Sánchez, proclamó al mundo el nacimiento de la República Dominicana. Fue Ministro de Hacienda de la República Dominicana de 1849 a 1850.
Tras la proclamación de la Primera República, Mella participó en la Junta de Gobierno Central, con Sánchez ejerciendo como presidente. Por la misma época, Mella había partido hacia el Cibao para alistar al francés José María Imbert como segundo al mando del recién constituido Ejército Nacional que luego se convertiría en el Ejército Libertador. Mella también asumiría el cargo de gobernador de Santiago y delegado de la Junta de Gobierno Central, actuando como jefe político y general del ejército.
Pero en ese momento, Mella recibió noticias desde Cabo Haitiano de que el nuevo presidente haitiano, Jean-Louis Pierrot, que no aceptaba la independencia de República Dominicana, se acercaba a Santiago. Con esta repentina actualización, Mella sale de gira por la región no solo para advertir a sus camaradas, sino también para reclutar más soldados, no sin antes dar instrucciones a Imbert, quien ahora era el teniente encargado de combatir el ataque que se avecinaba. Esto fue un éxito, ya que las fuerzas de Imbert pudieron repeler el ataque y expulsar al ejército haitiano en la Batalla de Santiago.
Los acontecimientos tomaron un giro diferente tras la victoria en la Batalla de Azua. Instalada ya la independencia de República Dominicana, Mella votó elegir a Duarte como presidente de la Junta Central de Gobierno con el propósito de evitar otra anexión por parte de alguna potencia extranjera. A pesar de haber logrado expulsar a los haitianos del país, muchos sectores del país sintieron que la nueva nación no podía sobrevivir sin ser anexada a una potencia colonial. Esto provocó una división de larga duración entre los trinitarios independientes y los sectores anexionistas dentro del país. Esto, a su vez, dio lugar a disputas públicas, que a veces empeoraron.
Por ejemplo, Tomás Bobadilla, el presidente conservador de la Junta Central de Gobierno y defensor de los trinitarios, intentó anexar la República Dominicana a Francia, pero fue derrocado en un golpe de Estado conjunto encabezado por Sánchez y Mella. En respuesta al golpe de Estado, el general militar Pedro Santana, inició otro golpe de Estado a cambio y envió a Duarte, Mella y Sánchez al exilio. Estos enfrentamientos continuarían ocurriendo, lo que daría como resultado que más trinitarios fueran expulsados del país, incluso resultando en la muerte de muchos de los patriotas, como María Trinidad Sánchez, tía de Francisco del Rosario Sánchez, como y también la muerte de su compañero de confianza y compañero héroe de guerra, Antonio Duvergé, junto con su hijo. La muerte de sus compañeros colaboradores hizo que Mella se sintiera abrumado por la culpa y la tristeza por el resto de su vida.
Finalmente, en 1848, Mella, junto con Sánchez, recibió una amnistía decretada por el presidente Manuel Jimenes para regresar al país. A su regreso, ocupó muchos cargos importantes. Por ejemplo, se reincorporó al ejército una vez más y participó en la Batalla de Las Carreras, durante una renovada invasión haitiana, asegurando la victoria una vez más. Más tarde se convertiría en secretario de Santana. Además, fue nombrado Comandante de Armas, Gobernador, e incluso fue enviado en misión especial al gobierno de España para gestionar el reconocimiento de la República. En julio de 1856 recibió el encargo de redactar un proyecto de ley con el fin de organizar el ejército, demostrando una vez más sus dotes de combatiente y militar.
Durante este tiempo, sin embargo, la nación cayó en una agitación política y económica. Buenaventura Báez, el nuevo presidente electo tras la renuncia de Jiménez, no logró llegar a un acuerdo político mutuo con Santana y gobernaba el país bajo una burocracia corrupta. Llevaría a la llevó a la bancarrota el tesoro nacional para su beneficio y propondría que el país se anexionara a los Estados Unidos. Santana, por su parte, presidió el país con Báez, pero gobernó la nación bajo la dictadura militar. Finalmente derrocaría y enviaría a Báez al exilio. De 1849 a 1861, Santana seguiría proponiendo la anexión del país a España, lo que Mella rechazó rotundamente.
Las constantes invasiones haitianas también hundieron la economía de la nación. Haití ya había realizado numerosos intentos de reconquistar la República Dominicana, pero cada intento fue frustrado por los dominicanos, que lograron rebelarse con éxito en todas las invasiones hasta el momento. Estos intentos se intensificarían a medida que el nuevo líder de Haití, Faustin Soulouque, que acababa de declararse emperador, hizo intentos más drásticos y desesperados para tener la isla bajo su control. De 1849 a 1856, Soulouque hizo numerosos intentos de reconquistar la República Dominicana, incluido un instante en el que Soulouque, al frente de un ejército de 30.000 hombres, marchó hacia el lado este de la isla, con el propósito de reinstalar el dominio haitiano. Sus esfuerzos fracasaron, su ejército se retiró después de sufrir grandes pérdidas y Soulouque estuvo a punto de caer en manos del ejército dominicano. Su apoyo se fue debilitando con los años, principalmente de mujeres haitianas, temerosas de perder a sus hijos, hermanos y esposos en estas invasiones fallidas. Más tarde sería derrocado en un golpe de Estado, encabezado por su ex general Fabre Geffrard, en 1859, y enviado al exilio en la colonia británica de Jamaica. Regresó a Haití en algún momento justo a tiempo para presenciar el derrocamiento del propio Geffrard en 1867, y murió ese mismo año a los 84 años.

## Años finales y muerte
A pesar de haberse asegurado la independencia del país, la nación todavía estaba en crisis. Tras la conclusión de la guerra, Santana heredó un gobierno en bancarrota, al borde del colapso. El desgobierno, junto con las secuelas del corrupto gobierno de Báez, había agotado drásticamente el tesoro de la nación. Ante la crisis económica y el temor de otra invasión de Haití, Santana recurrió a una potencia extranjera en busca de protección. Finalmente, en 1861, llegó a un acuerdo con la reina Isabel II. A cambio de privilegios honorarios, intervención militar y económica, Santana acordó devolver a la República Dominicana a su estado colonial. España, que ya estaba perdiendo el control de la mayoría de sus antiguas colonias, aprovechó esta oportunidad para reinstaurar su control en América Latina. Estados Unidos, ocupado con su Guerra Civil, no pudo hacer cumplir la [Doctrina Monroe].
Esta decisión provocó un gran revuelo entre la población. Mella, por supuesto, no aceptó esto y, junto con sus compañeros patriotas, prometió oponerse totalmente a la anexión. Duarte salió de Venezuela y se unió a sus camaradas en la lucha por la independencia. Sánchez, con el apoyo del presidente haitiano Fabre Geffrard, lideró una invasión desde Haití hasta que finalmente fue capturado y ejecutado el 4 de julio de 1861. Mella, a pesar de que estaba luchando contra la disentería, no dudó y se unió a la causa. Recorrió numerosos sectores del sur, con la tarea de reunir tropas de restauración para el general Pedro Florentino. Por sus aportes, fue nombrado Ministro de Guerra, y su primer acto en este cargo fue crear un manual de guerra para los soldados, el cual elaboró en enero de 1864.
En el momento del Grito de Capotillo (16 de agosto de 1863), ya muy enfermo, Mella se desempeñaba como Vicepresidente de la República Dominicana en el gobierno de la Restauración. Continuaría en este cargo hasta el final de su vida. Antes de fallecer, Mella pidió a sus seguidores que el día de su muerte sus restos fueran envueltos en la bandera dominicana. Viviendo sus últimos años en Santiago, Mella siguió cumpliendo con sus deberes y compromisos.
Visita final de Duarte
El 7 de marzo, Mella recibió la visita de Duarte, quien aún se encontraba en el país durante este tiempo, en su domicilio. Duarte había aprovechado esta oportunidad para saludar a su camarada enfermo por última vez.  El héroe Manuel Rodríguez Objío describió la visita de Juan Pablo Duarte a Mella con las siguientes palabras:
```
"Visitó el 7 de marzo al ilustre Mella, soldado de dos grandes eras, que estaba postrado en su lecho de muerte en una casa pequeña de madera, una de esas improvisadas tras el incendio y ubicada cerca del Fuerte San Luis. Duarte lo abrazó allí, luego de 20 años de separación, no sin dejar de manifestar su indignación por la extrema pobreza en que se encontraba aquel hombre que llegó a ser un gran líder militar, con categoría de patriota y héroe nacional. Mella le dijo a Duarte que ante la imposibilidad de vivir para ver a su patria libre de huestes extranjeras, quería ser enterrado en una fosa envuelto en la bandera nacional a modo de sudario. Este pedido conmovió a Duarte quien no pudo evitar derramar algunas lágrimas mientras le daba el último abrazo."
```

El 4 de junio de 1864, justo un año antes del final de la guerra, Mella, el amado padre fundador y honorable revolucionario, murió en su pequeña casa cerca de la Fortaleza de San Luis, a la corta edad de 48 años. Lo acompañaba su esposa, Josefa, familiares y algunos vecinos. De acuerdo con sus últimos deseos, su cuerpo fue envuelto alrededor de la bandera dominicana y enterrado como él deseaba.

## Legado

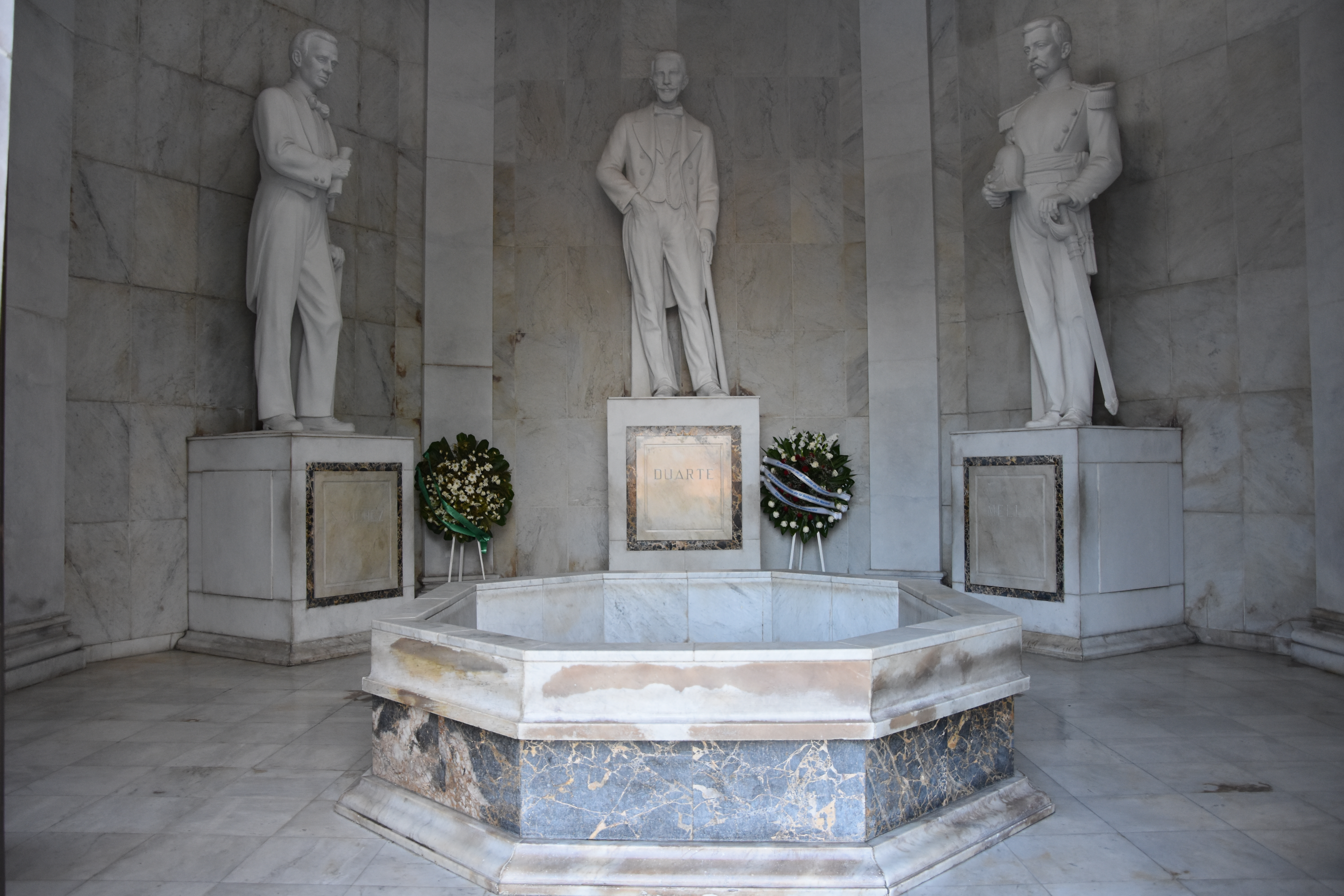
Vista interior del Altar de la Patria, donde actualmente se ubican los restos de Duarte, Sánchez y Mella

Mella, hombre de gran talento militar, cumplió su propósito de ser una de las más grandes figuras de la historia de la República Dominicana. De los padres fundadores de la República, Mella representó la expresión militante y decidida y la más adaptada a las actividades políticas de una sociedad precapitalista. Un hombre de respeto y dignidad, su lealtad a sus camaradas, así como a la nación, siguió siendo una fuerza impulsora en Mella. Desde el ingreso a los trinitarios,  a pesar de las batallas libradas con Haití, las disputas internas y la guerra de restauración contra España, Mella se mantuvo fiel a su palabra. Incluso a pesar del período oscuro entre la Guerra de Independencia Dominicana y la ocupación española de la República Dominicana, su visión y deseo de un estado dominicano independiente siempre lo acompañó hasta el final. Antes de su muerte, durante la ocupación de España, se cita a Mella diciendo:
```
"Todavía hay una patria, viva la República Dominicana"
```

Adicionalmente, Mella recibió muchos honores por su condición revolucionaria.
- Está sepultado en un hermoso mausoleo, el Altar de la Patria, en la Puerta del Conde, junto a Duarte y Sánchez.
- En la provincia de Independencia, la ciudad de Mella lleva su nombre en su honor.
- Muchas calles de la República Dominicana llevan su nombre.
- En la ciudad de Santo Domingo se ha realizado muchas estatuas en su honor.
- Mella está representada únicamente en el billete y la moneda de 10 pesos dominicanos; también aparece representado en el billete de 100 pesos dominicanos junto a Duarte y Sánchez.
- Un himno dominicano está dedicado a su legado.